# Кладовая солнца
«Кладова́я со́лнца» — повесть (по определению автора, «сказка-быль») русского писателя Михаила Пришвина, написанная и опубликованная в 1945 году. В повести рассказывается об опасном походе брата и сестры в лес за клюквой, в результате которого мальчик чуть не тонет в болоте, но спасается благодаря охотничьей собаке. Это последнее крупное произведение писателя, опубликованное при его жизни.
Повесть стала одним из наиболее известных произведений Пришвина и долгие годы входила в обязательную школьную программу для чтения. Как продолжение повести было задумано самое последнее произведение писателя, повесть-сказка «Корабельная чаща» (1953), в которой действуют некоторые из персонажей «Кладовой солнца» (Настя, Митраша, Антипыч).

## Сюжет
Действие происходит в конце Великой Отечественной войны в районе Переславля-Залесского на протяжении одного дня. В одном селе жили сироты Весёлкины: сестра Настя двенадцати лет и брат Митраша десяти лет с хвостиком. Они остались сиротами — их отец погиб на войне, а мать умерла, — однако дети сами вели хозяйство. Весной, когда растаял снег, дети собрались за прошлогодней клюквой, которая бывает более сладкой, чем осенняя. Они вспомнили, как отец рассказывал им о полянке («палестинке») в лесу, которая бывает вся красная от клюквы, но идти туда опасно, потому что она находится возле Слепой елани, самого опасного места на болоте. Когда дети дошли до развилки, Митраша решил идти по тропинке на Слепую елань, и Настя не смогла его отговорить. Сама она с корзинкой, где лежала и взятая с собой в дорогу картошка и хлеб, пошла по другой, более протоптанной тропинке.
Параллельно рассказывается о двух жителях леса, гончей собаке Травке и волке по прозвищу Серый помещик. Травка была собакой лесника Антипыча, но после его смерти осталась жить там, где стояла его разрушившаяся избушка. Она выла по ночам и мечтала когда-нибудь снова найти человека-хозяина. Волчья стая много лет жила на Блудовом болоте у Сухой речки, убивая местный скот, пока жители не пригласили волчью команду, чтобы перестрелять волков. Из стаи остался только один старый волк, Серый помещик, который не побоялся охотничьих флажков, перепрыгнул их и убежал. В день, когда дети пошли за клюквой, Травка почуяла зайца и погналась за ним, однако затем унюхала след человека и побежала в ту сторону, куда пошла Настя.
Митраша шёл по компасу на север, следя за тропинкой, которую можно было различить только по растущими кустикам белоуса, однако в одном месте он решил сократить путь через поляну (которая и оказалась Слепой еланью) и провалился в трясину. Он услышал крик Насти и ответил, но звук его крика ветер отнёс в другую сторону. Настя же, идя по своей тропинке, нашла место, где было много клюквы, и собирала её ползком, набрав полную корзину. Вдруг она увидела собаку Травку, прибежавшую к ней, захотела дать ей еды из корзинки и в этот момент вспомнила про Митрашу и позвала его. Этот крик и услышал её брат, который погрузился в трясину уже по грудь.
Наступил вечер. Травка услышала тявканье лисицы и поняла, что та стала преследовать того самого зайца, которого она почуяла утром. Она тоже побежала за зайцем, который направился к Слепой елани. Услышав лай собаки, туда же побежал волк Серый помещик. В погоне за зайцем Травка наткнулась на тонущего Митрашу, приняв его за «маленького Антипыча». Митраша позвал собаку, и та подползла к нему, он схватил её за задние ноги и сумел выползти из трясины. Травка продолжила гнать зайца, а Митраша с ружьём сел ждать в кустах можжевельника. Туда же прибежал волк, который лицом к лицу столкнулся с мальчиком, и Митраша выстрелом в упор убил его. Настя услышала выстрел и прибежала к брату, а вскоре Травка принесла пойманного зайца. Дети развели костёр и стали готовить еду и ночлег.
Утром дети вернулись в деревню, и с тех пор Травка жила с ними. Настя отдала собранные ягоды в детдом эвакуированных ленинградских детей. В конце повести автор говорит о том, кого он представляет — это «разведчики болотных богатств», которые в годы войны занимались подготовкой болота к добыванию из него торфа и обнаружили, что торфа в этом болоте, «кладовой солнца», хватит для работы большой фабрики «лет на сто».

## Название
Понятие «кладовая солнца» поясняется автором в одной из глав повести. Рассказчик говорит о том, что «всё Блудово болото, со всеми своими огромными запасами горючего, торфа, есть кладовая солнца»:
(...) горячее солнце было матерью каждой травинки, каждого цветочка, каждого болотного кустика и ягодки. Всем им солнце отдавало своё тепло, и они, умирая, разлагаясь, в удобрении передавали его, как наследство, другим растениям, кустикам, ягодкам, цветам и травинкам. Но в болотах вода не даёт родителям-растениям передать все своё добро детям. Тысячи лет это добро под водой сохраняется, болото становится кладовой солнца, и потом вся эта кладовая солнца как торф достаётся человеку от солнца в наследство.
Далее рассказчик отмечает, что «Блудово болото содержит огромные запасы горючего», и в конце повести снова упоминает «кладовую солнца», говоря о готовящейся добыче торфа из этого болота.
Как писал сам Пришвин в предисловии к сборнику «Весна света» (1953), выражение «кладовая солнца» он встретил за много лет до написания повести в одной научной работе, автор которой использовал этот образ для описания торфяных болот, хранящих в себе огонь и тепло. До Пришвина очень похожий образ для торфа использовал в своём романе «Солнечный клад» (1932) русский советский писатель А. В. Перегудов, который также посчитал его достойным быть в заглавии произведения. Более того, название «Солнечный клад» было одним из рабочих названий повести «Кладовая солнца».

## История создания
Повесть была написана в 1945 году в течение одного месяца (первого месяца Победы) для конкурса на лучшую книгу для детей, объявленного Министерством просвещения РСФСР. 9 мая Пришвин отмечает в дневнике: «Пишу свой рассказ для детей», 17 мая — «Пишу во весь дух книгу для детей», 24 мая — «Через неделю закончу», 4 июня — «Закончил и выправил сказку». На конкурсе повесть получила первую премию и была напечатана в июльском выпуске журнала «Октябрь» (№ 7, с. 4—20). В 1946 году повесть вышла отдельным изданием в библиотеке «Огонька» (тираж 100 тыс.) и в Детгизе (тираж 150 тыс.).
Несмотря на неоднократную публикацию уже в первые годы после написания, повесть не была опубликована в исходном виде, но подверглась редакционной правке. Так, например, во фразе «эта правда есть правда вековечной суровой борьбы людей за любовь» слово «любовь» заменили на «справедливость», в другом месте слово «поснут» заменили на «уснут», «неизбывной злобы» на «неизбежной», длинные предложения разбили на короткие, многоточия заменили точками и восклицательными знаками. В результате редакторской работы в двух издательствах («Детгиз» и «Правда») повесть вышла в 1946 году с разной правкой. Текст произведения был восстановлен по автографу, хранящемуся в РГАЛИ, при работе над собранием сочинений 1982—86 годов.
По словам самого писателя, «в „Кладовой солнца“ сюжет был: брат и сестра пошли в лес за клюквой, их тропа в лесу разделилась, дети заспорили, поссорились, разошлись. Вот и всё. Остальное навернулось на этот сюжет само собой, во время писания». При этом, как отмечают исследователи, замысел будущей повести возник ещё несколькими годами раньше с прямым отсылом к «Синей птице» М. Метерлинка (1908), ср. запись в дневнике от 28 июня 1938 года: «Мелькнул сюжетик для рассказа детям о лесе. Тиль-тиль и Митиль. В лесу. Тропинка расходится вилочкой. Поссорились в споре, по какой идти домой. <…> Рассказ начинается описанием этих тропинок. Вечный спор, и дети заспорили. И пошли. Одна глава: переживания Тиля, другая Митили. Конец: обе тропы сливаются в одну».
В описании места, в котором происходит действие, нашли отражения впечатления М. М. Пришвина от жизни в деревне Усолье, где он два года жил в эвакуации. Прототипами главных героев, сирот Насти и Митраши, стали двое детей из Усолья, о которых в дневниках Пришвина есть такая запись (7 апреля 1943 г.):
Соне лет десять, Боре одиннадцать. Два года тому назад у них мать умерла, а вскоре затем и отец. Все крестьянское хозяйство — изба, огород, корова и мелкие домашние животные остались на детей. Поневоле они крепко взялись за дело и теперь живут двое — мальчик и девочка и справляются.
Персонаж по имени Антипыч являлся героем нескольких произведений Пришвина, а его прототипом был лесник Антипыч, живший недалеко от Усолья.
Повесть быстро приобрела популярность, и уже в 1945—46 годах Пришвин получил предложение написать по её мотивам пьесу для детского кукольного театра, для «театра мультипликации», а также сценарий для фильма, который планировалось снять на «Мосфильме».

## Значение и художественные особенности
Как писал сам Пришвин в «характеристике писателя» для издания повести в «Библиотеке „Огонька“», «в этой сказке жизнь болота с его зверями и птицами описана с точностью естествоиспытателя и в то же время в совершенно сказочном преображении» (4 февраля 1946 года). По словам писателя, в «Кладовой солнца» «изображение природы, отталкиваясь от символизма Киплинга („Джунгли“), сходится со смелым реализмом Диснея. Мне остаётся только теперь более сознательно работать в эту сторону». Позже Пришвин отмечал, что «самая главная радость» от «Кладовой солнца» заключалась для него «в том, что этой сказкой, наконец-то, открылся мой выход от маленьких вещей к большому сказочному роману» (4 октября 1947 года) .
Пришвин придавал большое значению обозначению жанра произведения как сказки. При публикации в журнале «Октябрь» «Кладовая солнца» была обозначена как «рассказ». В письме в редакцию журнала Пришвин специально отметил «огромное расхождение (…) между намерением автора и действием журнала», упомянув, что получает письма от читатетей с вопросом, почему его произведение названо рассказом, а не сказкой. Он также обосновал выбор сказочного жанра:
Меня увлекало при создании этой вещи создание правдивой сказки, народной в существе своем, но без традиционного народного мифа, и как фольклор, интересной для всех возрастов, стариков и молодых. Создавая эту сказку, я был даже несколько под влиянием идеи социального заказа, и в моем понимании сказка была как связь между поколениями. В молодости на севере на меня огромное влияние оказали сказки, которые я записывал там. И в старости, пописав более 40 лет, мне самому захотелось рискнуть попробовать выступить на конкурсе сказителем.
Работая над сценарием для фильма по повести, Пришвин в письме директору 1-й студии «Мосфильма» Д. И. Ерёмину подчёркивал её поэтический характер: «„Кладовая солнца“ потому так и принята дружно всеми, что эта вещь является пионером огромного дела поэтического изображения края. Огромное достоинство этой вещи и в том, что она, почти как произведение фольклора, доступна всем возрастам и людям всякого образования» (22 марта 1947 года). Перечитав сказку после рецензии Льва Кассиля в «Литературной газете», Пришвин отмечает в дневнике (19 ноября 1945 года): «Под влиянием приятного чтения впервые со времени написания перечитал свою сказку. В ней хорошо сдержанная сила и тоже хорошо, что на немногих местах дано так много, и еще, что вещь советская, но без подхалимства».
По мнению Я. З. Гришиной, «Кладовая солнца» не волшебная сказка, но «в ней имеется ряд реликтовых признаков этого жанра: росстань, развилка — выбор пути, один из которых ведет к погибели; поиск места, „где никто не бывал“, путь к которому неизвестен; силы добра в образах растений (болотные ёлочки, трава белоус), наставляющих героя на путь истинный; силы зла в образах птиц (ворон, сороки), предрекающих и ожидающих смерти героя, его спасение и победа». Также «важную роль в сказке-были играют мифологемы солнца, ветра и воды, выполняющие структурообразующую функцию».
Комментируя слова Пришвина о сочетании символизма Киплинга со «смелым реализмом» Диснея, Я. З. Гришина говорит о том, что единство художественного мира «Кладовой солнца» создается взаимодействием этих двух систем, реализма и символизма: «внутри „были“ прорастает „сказка“ и у писателя появляется произведение нового для него жанра — „сказка-быль“, которая воспроизводит ту же и одновременно иную реальность, „символическую реальность“, каждое мгновение которой полно смысла».

## Экранизация
В 1978 году по мотивам произведений «Кладовая солнца» и «Корабельная чаща» был снят художественный фильм «Ветер странствий» (режиссёр — Юрий Егоров).